# Bernhard Prähauser
Bernhard Prähauser (* 2. Februar 1921 in Hallein; † 24. Juli 2016 ebenda) war ein österreichischer Bildhauer.

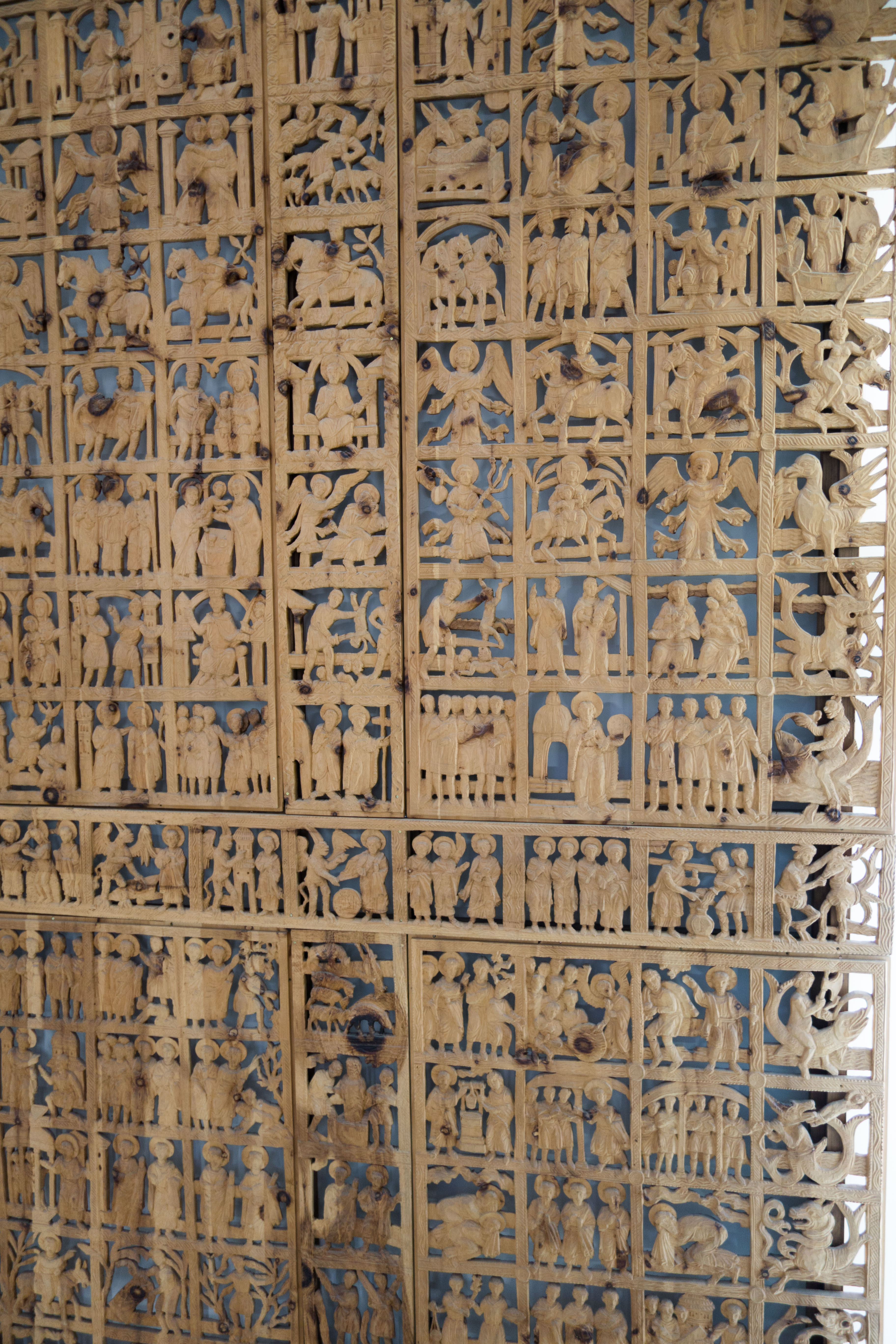
Zillis – Die Göriacher Bibel, Zirbenholz, 1992

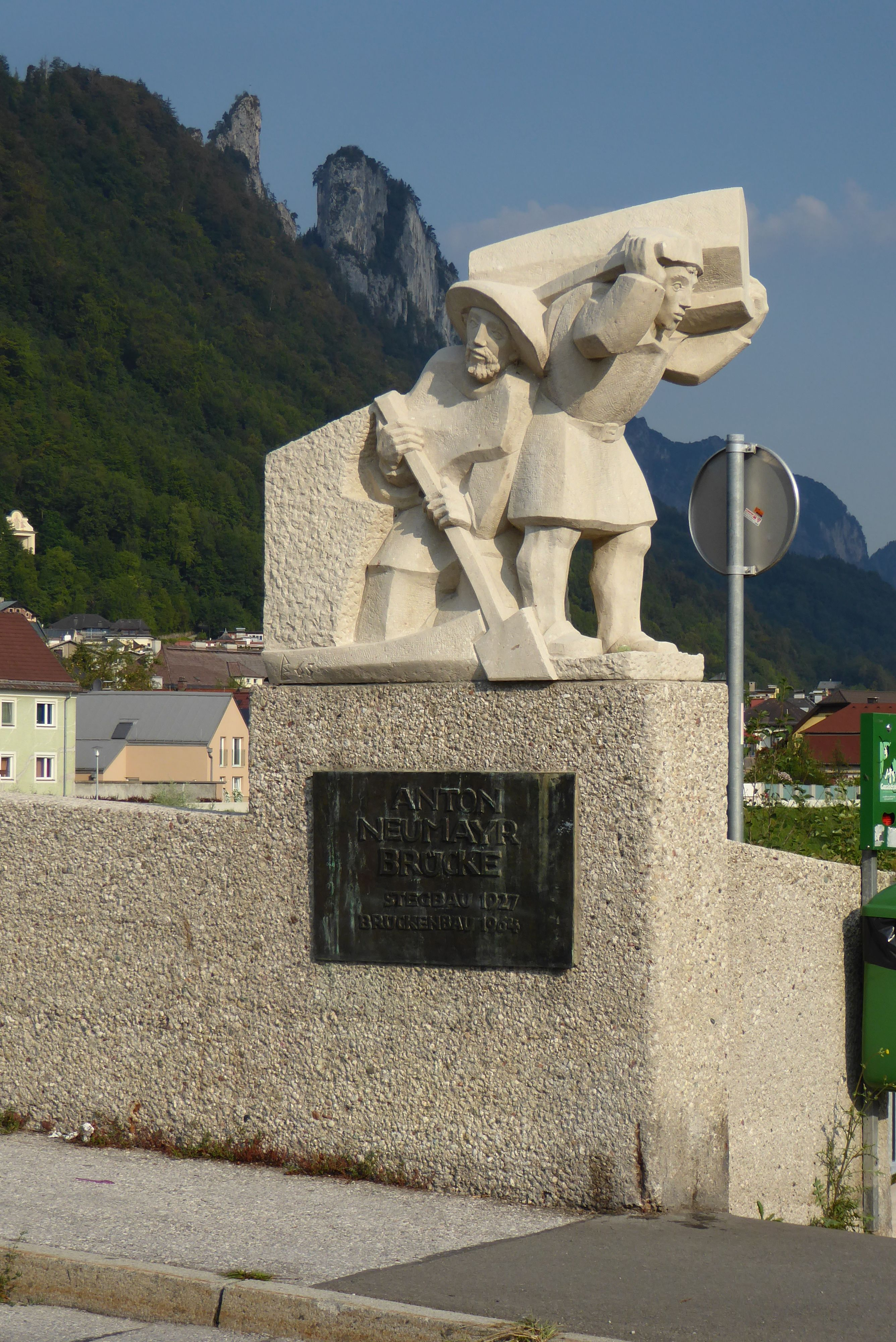
Figurengruppe an der Anton Neumayrbrücke in Hallein

## Leben
Bernhard Prähauser war das erste Kind des Zimmermanns Bernhard Prähauser und dessen Frau Therese. Sein Bruder Josef kam zwei Jahre später zur Welt. Durch den frühen Tod der Mutter (1923) wuchs Bernhard Prähauser als Halbwaise bei Pflegeeltern auf. Nach der Schulpflicht besuchte er die Bildhauerschule Hallein, brach diese nach einem halben Jahr ab und wechselte als Lehrling in die Halleiner Werkstätten für Kirchliche Kunst und Kunstgewerbe zu Jakob Adlhart. Um Bernhard Prähauser als Lehrling ausbilden zu dürfen, nahm Adlhart "... als wohlbestallter und bereits weitherum bekannter Bildhauer noch auf sich, aus diesem Grunde eine Handwerks-Meisterprüfung ablegen zu müssen. ...". Vor der Einberufung in den Zweiten Weltkrieg konnte er gerade noch seine Bildhauerlehre abschließen. In der Bildhauerwerkstätte von Max Domenig ergab sich Ende der 30er Jahre eine Zusammenarbeit. 
Ende 1945 kehrte er aus französischer Gefangenschaft zurück nach Hallein und nahm seine Arbeit in der Adlhartwerkstätte wieder auf. Danach studierte er von 1947 bis 1950 an der Wiener Akademie der Bildenden Künste bei Fritz Wotruba. Nach seinem Studienabschluss arbeitete er bis 1958 wieder bei Jakob Adlhart.
1958 erfolgte die Gründung der eigenen Bildhauerwerkstätte in Hallein. 1961 eröffnete er in seinem Atelier die „Galerie Pro Arte“, in der 20 Jahre lang Ausstellungsbetrieb herrschte.
Zusammen mit Josef Zenzmaier gründete er 1979 den Tennengauer Kunstkreis, dem er als Obmann vorstand.
1976 wurde er zum Professor h.c. ernannt und 1978 bis 1983 unterrichtete er an der HTL Hallein zusammen mit Otto Katzlberger, Hans Stürzer, Martin Leberer und Helmuth Hickmann an der Abteilung Bildhauerei. Nach seiner Lehrtätigkeit verlegte er den Wohnsitz mit Werkstätte in den „Piendlhof“ nach Hintergöriach im salzburgischen Lungau.
Nachdem seine Frau Nelly Prähauser gestorben war, kehrte er nach Hallein zurück.

## Werke (Auswahl)
Das Werkverzeichnis bis zum Jahr 2003 umfasst 394 Skulpturen und Plastiken. Es handelt sich dabei großteils um Holzskulpturen, vereinzelt Steinskulpturen und Bronzeplastiken.
- 1970: Ambo und Adventsleuchte in Kapelle Kuranstalt Dürrnberg
- 1970: Stadtkrippe für den Alten Markt in Salzburg
- 2001: Weihnachtskrippe in der Stadtkirche Schorndorf